# Fabrizio Giovanardi
Fabrizio Giovanardi, född 14 december 1966 i Sassuolo, är en italiensk racerförare.

## Racingkarriär
Giovanardi startade sin karriär i karting innan han började köra i Italienska F3-mästerskapet.
Han körde i slutet av 1980-talet och i början av 1990-talet i formel 3000. 1989 var den första säsongen Giovanardi körde i formel 3000 och lyckades med den sällsynta bedriften att vinna sitt debutlopp i en klass man inte hade kört i tidigare. Loppet gick på Vallelunga. Giovanardis stall hade dock problem under säsongen och det blev inga framskjutna placeringar. Säsongen 1990 kom han som bäst på andra plats vid stadsbanan i Pau och kom precis som säsongen 1989 på en nionde plats totalt. 1991 blev den sista säsongen i formel 3000 och den här gången blev det en trettonde plats totalt. Därefter hoppade han över till standardvagnsracing som visade sig vara hans grej och han vann det italienska standardvagnsmästerskapet 1992, 1998 och 1999.
Giovanardi vann ETCC 2000, 2001 och 2002. Han fortsatte i WTCC med Alfa Romeo och kom på tredje plats totalt, efter Andy Priaulx och Dirk Müller. Giovanardi tog dock fyra segrar under WTCC-säsongen 2005, vilket var flest.
2006 körde Giovanardi för Vauxhall i BTCC efter att Alfa Romeo lagt ner sin satsning på WTCC. Han körde dock i stället för Pierre-Yves Corthals för JAS Motorsport vid WTCC-tävlingen i Brasilien. 2007 och 2008 blev han mästare i BTCC, vilket han blev den förste italienare som lyckats med.

## WTCC-karriär
| Säsong | Stall/Tillverkare          | Poäng | Placering |
| ------ | -------------------------- | ----- | --------- |
| 2005   | Alfa Romeo (Team Nordauto) | 81    | 3         |
| 2006   | JAS Motorsport             | 0     | -         |